# Tweegatenbrug
De Tweegatenbrug is een brug voor fietsers en voetgangers in Gent over de Westelijke Leiearm (van Ekkergem), ten westen van het stadscentrum. De huidige brug werd in 2021-2022 gebouwd als vervanging van een metalen wegbrug.
De brug bevindt zich op een as die sinds 1995 als fietsas uitgebouwd is, op de zuidwestoever van de kanalen Coupure - Brugse Vaart, en die verderop naar het westen verder loopt als fietssnelweg F6 (Gent-Brugge). De fietsbrug bevindt zich pal tussen fietsonderdoorgangen onder twee bruggen, namelijk de Bargiebrug en sinds 2022 de fietsonderdoorgang onder de Contributiebrug.
De Tweegatenbrug en de onderdoorgang zijn onderdeel van een groter project; ook de tussenliggende brede straat Jan Van Hembysebolwerk met bijhorende parkeerplaatsen wordt vervangen door park, als verlengde van het Groenevalleipark.

## Geschiedenis
De naam Tweegatenbrug kwam er wegens de toenmalige twee doorgangen op waterniveau, en contrasteerde met de Driegatenbrug die een boogscheut verder, aan de andere kant van het Jan Van Hembysebolwerk over de ondertussen verdwenen parallelle stadsgracht liep.
In 1976-1977 kwam er samen met aanpassingswerken aan de Leiekaai een nieuwe bredere brug, met stalen bovenbouw en 9 meter breed.. Over deze brug die in 2021 afgebroken is, mocht al ruim tien jaar geen autoverkeer meer. Dit wegens de slechte staat, maar het paste ook in het afsluiten van verkeer tussen de verschillende Gentse sectoren van het circulatieplan van 2017.